# Lagoseris purpurea
Lagoseris purpurea là một loài thực vật có hoa trong họ Cúc. Loài này được Steven ex DC. mô tả khoa học đầu tiên năm 1838.